# Каплна
Каплна (словац. Kaplna) — село, громада округу Сенець, Братиславський край, південно-західна Словаччина. Кадастрова площа громади — 5,53 км². Протікає Віштуцький потік.
Населення 861 особа (станом на 31 грудня 2017 року).

## Історія
Каплна згадується 1244 року.

## Населення
| Рік:            | 1994. | 2004.   | 2014.   | 2024.    |
| --------------- | ----- | ------- | ------- | -------- |
| Кількість осіб: | 707   | 719     | 739     | 961      |
| Різниця:        |       | +1,69 % | +2,78 % | +30,04 % |

| Рік:            | 2023. | 2024.   |
| --------------- | ----- | ------- |
| Кількість осіб: | 950   | 961     |
| Різниця:        |       | +1,15 % |